# Minantologia
| Оценки критиков | Оценки критиков |
| Источник        | Оценка          |
| --------------- | --------------- |
| OndaRock        | ★               |

Minantologia — сборник итальянской певицы Мины, выпущенный 20 июня 1997 года на лейбле PDU. На альбоме представлены песни из сборников Del mio meglio и Del mio meglio n. 2.
В 2001 году была выпущена ремастеринговая версия альбома.

## Отзывы критиков
Клаудио Милано из издания OndaRock назвал альбом «хорошей коллекцией», добавив, что он представляет собой не просто последовательность разных треков, а прекрасное сочетание между студийными песнями, альтернативными дублями и концертными записями.

## Список композиций
| №                   | Название                 | Автор(ы)                                       | Длительность |
| ------------------- | ------------------------ | ---------------------------------------------- | ------------ |
| 1.                  | «Io vivrò senza te»      | Могол, Лучо Баттисти                           | 4:05         |
| 2.                  | «Se stasera sono qui»    | Могол, Луиджи Тенко                            | 3:32         |
| 3.                  | «Vedrai, vedrai»         | Луиджи Тенко                                   | 4:45         |
| 4.                  | «Yesterday»              | Джон Леннон, Пол Маккартни                     | 3:15         |
| 5.                  | «La voce del silenzio»   | Могол, Паоло Лимити, Элио Эзола                | 3:20         |
| 6.                  | «Io e te da soli»        | Могол, Лучо Баттисти                           | 4:18         |
| 7.                  | «Vorrei che fosse amore» | Антонио Амурри, Бруно Канфора                  | 2:26         |
| 8.                  | «Un’ombra»               | Паоло Лимити, Клаудио Дайано, Роберто Соффичи  | 3:21         |
| 9.                  | «Bugiardo e incosciente» | Паоло Лимити, Жуан Мануэль Серрат              | 6:16         |
| 10.                 | «Insieme»                | Могол, Лучо Баттисти                           | 4:06         |
| 11.                 | «Quand’ero piccola»      | Франко Мильяччи, Луис Бакалов, Бруно Дзамбрини | 2:52         |
| 12.                 | «Non credere»            | Могол, Луиджи Калузетти, Роберто Соффичи       | 4:06         |
| Общая длительность: | Общая длительность:      | Общая длительность:                            | 46:22        |

| №                   | Название                                    | Автор(ы)                                         | Длительность |
| ------------------- | ------------------------------------------- | ------------------------------------------------ | ------------ |
| 1.                  | «Ballata d’autunno»                         | Паоло Лимити, Жуан Мануэль Серрат                | 5:40         |
| 2.                  | «Parole parole» (совместно с Альберто Лупо) | Лео Кьоссо, Джанкарло Дель Ре, Джанни Феррио     | 3:55         |
| 3.                  | «Uomo»                                      | Луиджи Альбертелли, Энрико Риккарди              | 3:55         |
| 4.                  | «Fate piano»                                | Андреа Ло Веккьо, Шел Шапиро                     | 3:50         |
| 5.                  | «Grande, grande, grande»                    | Альберто Теста, Тони Ренис                       | 3:57         |
| 6.                  | «Eccomi»                                    | Дарио Балдан Бембо, Паоло Лимити                 | 3:30         |
| 7.                  | «Someday (You’ll Want Me to Want You)»      | Джимми Ходжес                                    | 6:57         |
| 8.                  | «Vorrei averti nonostante tutto»            | Альберто Теста, Вирджинио Капитини, Данило Воана | 4:36         |
| 9.                  | «Fiume azzurro»                             | Луиджи Альбертелли, Энрико Риккарди              | 3:58         |
| 10.                 | «Amor mio»                                  | Могол, Лучо Баттисти                             | 4:46         |
| 11.                 | «La mente torna»                            | Могол, Лучо Баттисти                             | 4:26         |
| Общая длительность: | Общая длительность:                         | Общая длительность:                              | 49:30        |

## Чарты
| Чарт (1997)               | Высшая позиция | Недель в чарте |
| ------------------------- | -------------- | -------------- |
| Европа (Music & Media)    | 72             | 6              |
| Италия (Musica e dischi)  | 10             | 8              |
| Чарт (2008)               | Высшая позиция | Недель в чарте |
| Италия (Classifica album) | 96             | 1              |